# Сансет Бич (Калифорнија)
Сансет Бич (енгл. Sunset Beach) насељено је место без административног статуса у америчкој савезној држави Калифорнија.

## Демографија
По попису из 2010. године број становника је 971.
| Група             | 2000.    | 2010.       |
| Белци             | 0 (0,0%) | 813 (83,7%) |
| Афроамериканци    | 0 (0,0%) | 4 (0,4%)    |
| Азијати           | 0 (0,0%) | 42 (4,3%)   |
| Хиспаноамериканци | 0 (0,0%) | 79 (8,1%)   |
| Укупно            | 0        | 971         |